# Vörös Frontharcos Szövetség

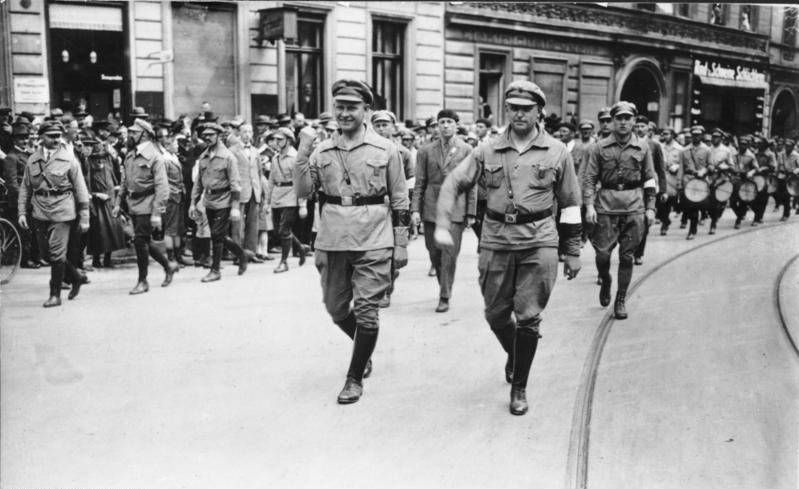
Ernst Thälmann (balra) az RFB 1927-es berlini felvonulásán

A Vörös Frontharcos Szövetség (németül: Roter Frontkämpferbund, RFB) Németország Kommunista Pártjának a félkatonai szervezete volt a weimari köztársaság 1920-as éveiben, mely az évek folyamán egyre inkább katonai jelleget öltött. A szervezet vezetője Ernst Thälmann volt. Tagjai orosz típusú, zöld egyenruhát hordtak, s gyakran összecsaptak a nemzetiszocialisták barna inges rohamosztagosaival. A szervezetet a szociáldemokrata porosz belügyminiszter tiltotta be 1929. május 3-án erőszakos akciói miatt, tagjai ezután különféle utódszervezetekben folytatták tevékenységüket.

## Története
A szervezet 1924 nyarán alakult meg Türingiában. Elődjei egyike a Spartakus-szövetség 1918 novemberében alakított katonai szárnya, a Vörös Katonaszövetség volt, amelynek tagjai a feloszlatás után sem széledtek szét. A sikertelen 1923-as hamburgi felkelés után a kormány 1924 márciusáig betiltotta az összes proletárszázadot. Ezek tagjai a Vörös Frontharcos Szövetségben folytatták a munkájukat, amelynek a vezetője Ernst Thälmann lett, nagy propagandakampányt indítva. A szervezeten belül önálló szekciót alkotott az 1925 júniusában alapított, és legradikálisabbnak tartott Vörös Haditengerészet, és a Vörös Ifjúsági Front (Rote Jungfront).
A Szövetség 1925-től kezdve egységes szabályai szerint alakította tömegrendezvényeit, és 1927-től már birodalmi méretű rendezvényszervezést tudott folytatni, valamint dal- és kottakönyveket kiadni. A Szövetség és a KPD 1926 szeptemberében ment át egy nagyobb átalakuláson, amikor nemzetiszocialista mintára Thälmann addigi „Leiter” megnevezését felváltotta a „Führer”, és a rendezvényeken ezentúl „Heil Moskau!” köszönést használtak. Az utcai erőszak fokozódásával egyre gyakoribbak lettek a gyűlési tilalmak, ezt a szervezet zenekari rendezvényekkel próbálta kijátszani, mivel ezeket mindenféle megkötés nélkül lehetett ekkor is szervezni.
Az RFB tagjai orosz mintájú zöld inget és bőrszíjat viseltek, a zászlóavatások meghatározott procedúra szerint zajlottak. 1927 tavaszától egyre fontosabbak lettek a katonai gyakorlatok, amelyek a Vörös Hadseregbe való későbbi belépést készítették elő. Az 1927 decemberében tartott vezetői értekezleten végül elfogadták, hogy az RFB-t katonai szervezetté kell alakítani.
Belügyminiszteri betiltását hosszú utcai összecsapások előzték meg Adolf Hitler 1928. november 16-án tartott beszéde után, ugyanis az RFB előtte az SA-ra majd a szociáldemokrata Reichsbannerre támadt. Ezek hatására a berlini szociáldemokrata rendőrfőnök betiltott minden szabadtéri gyülekezést. Ezt 1929. március 21-én egész Poroszországra kiterjesztették, és május 1-jére sem oldották azt fel. Az RFB vezetősége ezért április 26-án kiadta a parancsot az utcák szabaddá tételére, amelyet 30-án kezdtek meg a szervezet kommandói, akik az útkereszteződéseket felügyelő közlekedési rendőröket támadtak meg. A rendőrség 13 ezer gumibotokkal, vízágyúkkal és karabélyokkal felszerelt embere várta az 1-jei eseményeket, ám a kommunisták csupán 10 ezer embert tudtak mozgósítani, ezt pedig könnyedén feloszlatták. A rendőrség ezután behatolt a kommunisták által uralt negyedbe, ahonnan üvegekkel dobálták őket. Mivel Max Gemeinhardt nem zárta be az ablakát felszólítás ellenére, fejbe lőtték, és ezután súlyos harcok kezdődtek, amelyek 33 halottal és 200 sebesülttel jártak. Mivel a kormány komolyan tartott egy kommunista hatalomátvételtől, ezért 1929. május 3-án betiltották az RFB-t.